# Diadasia rinconis
Diadasia rinconis là một loài Hymenoptera trong họ Apidae. Loài này được Cockerell mô tả khoa học năm 1897. Chúng được tìm thấy ở Trung và Bắc Mỹ.

## Phân loài
Hai phân loài sau thuộc vào loài Diadasia rinconis:
- Diadasia rinconis mimetica Cockerell, 1924
- Diadasia rinconis rinconis Cockerell, 1897